# 御殿场线
御殿场线（日语：／ Gotenba sen */?）是一條連結神奈川縣小田原市的國府津站，途經靜岡縣御殿場市的御殿場站至靜岡縣沼津市的沼津站，屬於東海旅客鐵道（JR東海）的鐵路線（幹線）。

## 概要
御殿场的前身，是东海道本线的一部分，于1889年开通运营。随着1934年丹那隧道（丹那トンネル）的开通，东海道本线改線經由丹那隧道，原國府津～沼津區間舊線改成为现今的御殿场线繼續營運。御殿场线包括其前身从投入运营至今，已有120年的历史。目前，是JR东海所负责运营的在来线中唯一一条延伸至关东地区的线路。
全線均為TOICA的使用範圍。

## 路線資料
- 管轄（事業類別）：東海旅客鐵道（第一種鐵道事業者）、日本貨物鐵道（第二種鐵道事業者）
- 路線距離（營業距離）：60.2公里
- 軌距：1067毫米
- 站數：19個（包括起終點站）
  - 若只限屬於御殿場線的車站，排除起終點站（都屬於東海道本線）則為17個。
- 複線路段：沒有（全線單線）
- 電氣化路段：全線電氣化（直流電1500V）
- 閉塞方式：特殊自動閉塞式
- 保安裝置：ATS-PT
- 運轉指令所（日语：運転指令所）：靜岡綜合指令所
- 最高速度：110公里/小時

全線由JR東海靜岡支社管轄。但是國府津站構內由JR東日本橫濱支社的管轄，構內第一場內信號機作為軌道上的公司邊界。

## 历史
- 1869年: 连接东京至神户的铁路干线建设计划确定。
- 1886年：根据调查，原定从箱根山至三岛的铁路线，由于施工难度过大，改为从国府津迂回至御殿场的线路。
- 1889年：伴随国府津至静冈的线路开通，东海道线的新桥～神户区间全部开通。
- 1901年：国府津～沼津的铁路复线化完成。
- 1918年：丹那隧道施工开始。
- 1930年：超特急列车"燕"运营开始(东京到大阪间耗时8小时20分)
- 1934年：丹那隧道完工。东海道线改为经由丹那隧道，原国府津～沼津区间铁道被改名为"御殿场线"。
- 1943年：被指定為不要不急線，拆除一線做為軍需，而改回为单线铁路。
- 1956年：全线列车改为内燃机车。
- 1968年：全线列车电气化。
- 1987年：國鐵分割民營化。御殿场线归由JR东海的静冈支社负责运营。
- 1991年：特急列车"朝雾"运营开始。经由御殿场线与小田原线由沼津直通新宿。
- 1999年：313系列车投入运营，部分列车实施一人控制。
- 2004年："御殿场线"诞生70周年。
- 2009年：国府津～沼津间开业120周年。
- 2010年：御殿场～沼津間导入TOICA卡系统。
- 2019年：下曾我～御殿场間导入TOICA卡系统。

## 使用车辆
- 普通列车
  - JR东海313系电车（日语：JR東海313系電車）
  - 国铁211系电车
- 「富士山」特急列车
  - 小田急60000形电车

## 車站列表
- ◆、◇：貨物處理站（◇沒有定期貨物列車發着）
- 普通列車停靠所有車站。小田急小田原線直通的特急列車參見「富士山」
- 軌道（全線單線） … ◇、∨、∧：可列車交會，｜：不可列車交會
- 接續路線：JR東海在轉乘路線導覽時不使用「上野東京線」「湘南新宿線」等的名稱，以正式路線名為準，本表以此為準。另外，站名如有不同則以⇒記述站名。
- 車站編號在2018年3月起引入[1]。

| 車站編號 | 中文站名   | 日文站名 | 英文站名 | 站間營業距離 | 累計營業距離 | 標高（公尺） | 接續路線                                                                     | 軌道 | 所在地   | 所在地         |
| -------- | ---------- | -------- | -------- | ------------ | ------------ | ------------ | ---------------------------------------------------------------------------- | ---- | -------- | -------------- |
| CB00     | 國府津     |          |          | -            | 0.0          | 20           | 東日本旅客鐵道： 東海道本線（JT14）                                          | ∨    | 神奈川縣 | 小田原市       |
| CB01     | 下曾我◇    |          |          | 3.8          | 3.8          | 24           |                                                                              | ◇    | 神奈川縣 | 小田原市       |
| CB02     | 上大井     |          |          | 2.7          | 6.5          | 35           |                                                                              | ◇    | 神奈川縣 | 足柄上郡大井町 |
| CB03     | 相模金子   |          |          | 1.8          | 8.3          | 45           |                                                                              | ｜   | 神奈川縣 | 足柄上郡大井町 |
| CB04     | 松田◇      |          |          | 1.9          | 10.2         | 60           | 小田急電鐵：小田原線 ⇒ 新松田（OH41） （御殿場方向只限特急直通運行至新宿站） | ◇    | 神奈川縣 | 足柄上郡松田町 |
| CB05     | 東山北     |          |          | 2.9          | 13.1         | 81           |                                                                              | ｜   | 神奈川縣 | 足柄上郡山北町 |
| CB06     | 山北       |          |          | 2.8          | 15.9         | 107          |                                                                              | ◇    | 神奈川縣 | 足柄上郡山北町 |
| CB07     | 谷峨       |          |          | 4.1          | 20.0         | 164          |                                                                              | ◇    | 神奈川縣 | 足柄上郡山北町 |
| CB08     | 駿河小山   |          |          | 4.6          | 24.6         | 264          |                                                                              | ◇    | 靜岡縣   | 駿東郡小山町   |
| CB09     | 足柄       |          |          | 4.3          | 28.9         | 330          |                                                                              | ◇    | 靜岡縣   | 駿東郡小山町   |
| CB10     | 御殿場     |          |          | 6.6          | 35.5         | 455          |                                                                              | ◇    | 靜岡縣   | 御殿場市       |
| CB11     | 南御殿場   |          |          | 2.7          | 38.2         | 416          |                                                                              | ｜   | 靜岡縣   | 御殿場市       |
| CB12     | 富士岡     |          |          | 2.4          | 40.6         | 365          |                                                                              | ◇    | 靜岡縣   | 御殿場市       |
| CB13     | 岩波       |          |          | 4.7          | 45.3         | 248          |                                                                              | ◇    | 靜岡縣   | 裾野市         |
| CB14     | 裾野       |          |          | 5.4          | 50.7         | 123          |                                                                              | ◇    | 靜岡縣   | 裾野市         |
| CB15     | 長泉納米里 |          |          | 2.8          | 53.5         | 76           |                                                                              | ｜   | 靜岡縣   | 駿東郡長泉町   |
| CB16     | 下土狩     |          |          | 2.1          | 55.6         | 42           |                                                                              | ◇    | 靜岡縣   | 駿東郡長泉町   |
| CB17     | 大岡       |          |          | 2.2          | 57.8         | 22           |                                                                              | ｜   | 靜岡縣   | 沼津市         |
| CB18     | 沼津◆      |          |          | 2.4          | 60.2         | 7            | 東海旅客鐵道：東海道本線（CA03）                                             | ∧    | 靜岡縣   | 沼津市         |

### 廢除信號場
括弧內是國府津站起計的營業距離。
- 酒匂臨時信號所：1916年廢除，山北－谷峨間（約18.4公里）
- 酒匂臨時信號場：廢除日不詳，山北－谷峨間（約18.7公里）
- 相澤臨時信號所：1915年廢除，山北－谷峨間（約22.2公里）
- 松澤臨時信號所：1915年廢除，駿河小山－足柄間（約26.4公里）
- 竹之下臨時信號所：1915年廢除，駿河小山－足柄間（約28.3公里）
- 神山信號所：1911年廢除，富士岡－岩波間（約42.4公里）

### 過去的接續路線
- 御殿場站：御殿場馬車鐵道（日语：御殿場馬車鉄道）（新橋停留場） - 1928年廢除
- 下土狩站（當時是三島站）：駿豆鐵道 - 1934年12月1日廢除